# Прапор Снятинського району
Пра́пор Сня́тинського райо́ну — офіційний символ Снятинського району Івано-Франківської області, затверджений 26 грудня 2000 року рішенням сесії Снятинської районної ради.

## Опис
Прапор являє собою жовте прямокутне полотнище зі співвідношенням сторін 2:3, на якому знаходяться дві блакитні смуги (1/4 ширини прапора), що виходять з кутів біля древка та з'єднуються в одну, що простягається до вільного краю. На місці перетину цих смуг розміщено герб району без картуша: золотий щит, на якому зображено лазурові двозубі вила, між зубців яких — літера «S». Поверх цього накладені срібні гусяче перо і пензлик в косий хрест.